# Finale della Coppa delle Coppe 1969-1970
La finale della 10ª edizione della Coppa delle Coppe UEFA è stata disputata il 29 aprile 1970 al Prater Stadion di Vienna tra Manchester City e Górnik Zabrze. All'incontro hanno assistito circa 8 000 spettatori. La partita, arbitrata dall'austriaco Paul Schiller, ha visto la vittoria per 2-1 del club inglese.

## Il cammino verso la finale
Il Manchester City di Joe Mercer esordì contro gli spagnoli dell'Athletic Bilbao vincendo 3-0 la gara di ritorno, dopo aver pareggiato 3-3 in casa dei baschi. Agli ottavi di finale i belgi del Lierse furono sconfitti con un risultato aggregato di 8-0. Ai quarti i Citizens affrontarono i portoghesi dell'Académica, impattando per 0-0 sia all'andata che al ritorno e risolvendo il match ai tempi supplementari con una rete di Tony Towers. In semifinale i tedeschi occidentali dello Schalke 04 vinsero in Germania Ovest 1-0, ma furono surclassati da un umiliante 5-1 a Manchester.
Il Górnik Zabrze di Michał Matyas iniziò il cammino europeo contro i greci dell'Olympiacos pareggiando per 2-2 ad Atene e vincendo con un sonoro 5-0 in Polonia. Agli ottavi gli scozzesi dei Rangers furono battuti sia all'andata che al ritorno col risultato di 3-1. Ai quarti di finale i Górnicy affrontarono i bulgari del Levski Sofia e passarono il turno grazie alla regola dei gol fuori casa dopo aver perso in trasferta 3-2 e vinto in casa 2-1. In semifinale gli italiani della Roma non furono in grado di battere i sorprendenti polacchi, che tuttavia nemmeno riuscirono a battere i Giallorossi. Entrambi i match si conclusero in parità (1-1 e 2-2 dts) e poiché non erano previsti i tiri di rigore fu giocato uno spareggio, anch'esso terminato 1-1. Il Górnik Zabrze passò il turno grazie al lancio della monetina.

## La partita
A Vienna va in scena la finale tra il Manchester City, che negli anni precedenti aveva dominato la scena inglese, e il Górnik Zabrze campione indiscusso in Polonia. Dopo dodici minuti di assoluta supremazia inglese arriva il gol di Neil Young, che devia fortunosamente un tiro di Francis Lee. È lo stesso Lee che poco prima del riposo vuole togliersi la soddisfazione di andare in rete, calciando e realizzando un penalty concesso dall'arbitro per il fallo commesso dall'estremo difensore Hubert Kostka. Nella ripresa, complice una pioggia torrenziale che mette in difficoltà la tecnica dei Citizens, la squadra polacca accorcia le distanze, ma il risultato non cambia più.

## Tabellino
| Arbitro: | Paul Schiller |

|                                                                                                   |              | |
| Young 11’ Lee 43’ (rig.)                                                                          | Marcatori    | 68’ Oślizło |
| · Corrigan · Book (c) · Booth · Heslop · Pardoe · 23’ Doyle · Towers · Oakes · Bell · Lee · Young | Formazioni   | · Kostka · Oślizło (c) · Florenski 85’ · Gorgoń · Olek · Latocha · Szołtysik · Wilczek 75’ · Szaryński · Banaś · Lubański |
| · 23’ Bowyer                                                                                      | Sostituzioni | · Deja 85’ · Skowronek 75’                                                                                                |
| Joe Mercer                                                                                        | Allenatori   | Michał Matyas |